# Liste der Bodendenkmäler in Schwabsoien
Auf dieser Seite sind die Bodendenkmäler in der oberbayerischen Gemeinde Schwabsoien zusammengestellt. Diese Tabelle ist eine Teilliste der Liste der Bodendenkmäler in Bayern. Grundlage ist die Bayerische Denkmalliste, die auf Basis des Bayerischen Denkmalschutzgesetzes vom 1. Oktober 1973 erstmals erstellt wurde und seither durch das Bayerische Landesamt für Denkmalpflege geführt wird. Die folgenden Angaben ersetzen nicht die rechtsverbindliche Auskunft der Denkmalschutzbehörde.

## Bodendenkmäler der Gemeinde

### Bodendenkmäler in der Gemarkung Sachsenried
| Lage                                    | Objekt | Akten-Nr.     | Bild           |
| --------------------------------------- | --- | ------------- | -------------- |
| Sachsenried (Standort)                  | Abgegangene Wallfahrtskirche des Mittelalters und der frühen Neuzeit mit Vorgängerbauten (St. Maria in Dietlried).                                                                          | D-1-8130-0114 |                |
| Sachsenried Kirchenstraße 10 (Standort) | Untertägige mittelalterliche und frühneuzeitliche Befunde im Bereich der katholischen Pfarrkirche St. Martin in Sachsenried und ihrer Vorgängerbauten. Siehe auch: St. Martin (Sachsenried) | D-1-8130-0116 | weitere Bilder |

### Bodendenkmäler in der Gemarkung Schwabsoien
| Lage                                        | Objekt | Akten-Nr.     | Bild                                                          |
| ------------------------------------------- | --- | ------------- | ------------------------------------------------------------- |
| Schwabsoien Landsberger Straße 6 (Standort) | Untertägige spätmittelalterliche und frühneuzeitliche Befunde im Bereich der katholischen Pfarrkirche St. Stephan in Schwabsoien und ihrer Vorgängerbauten. | D-1-8130-0110 | Untertägige spätmittelalterliche und frühneuzeitliche Befunde |